# Cueta omana
Cueta omana är en insektsart som beskrevs av Hölzel 1983. Cueta omana ingår i släktet Cueta och familjen myrlejonsländor. Inga underarter finns listade i Catalogue of Life.